# Следствие ведут ЗнаТоКи. Ваше подлинное имя
«Сле́дствие веду́т ЗнаТоКи́. Ва́ше по́длинное и́мя» — советский телевизионный детективный фильм 1971 года из цикла «Следствие ведут ЗнаТоКи» (дело № 2: «Ваше подлинное имя»).

## Сюжет
Следователь Знаменский ведёт заурядное дело о бродяжничестве,  доставшееся ему «по наследству» от пожилого следователя, который попал в больницу. Подследственный — типичный бомж с обычной для него биографией: работа с кочевой бригадой шабашников, пьянство, утеря документов, скитания, случайные подработки и мелкое воровство. Бродяга представился Иваном Васильевичем Петровым, жителем деревни Чоботы Орловской области. Однако Знаменский легко выясняет, что в деревне Чоботы Петровы никогда не жили, а леспромхоза в Архангельской области, где бродяга якобы подрабатывал, никогда не существовало.

Кадр из фильма: «Петенька… А где же Петя?» (в ролях: бродяга — В. Бровкин, мать Петра Федотова — М. Андрианова, Знаменский — Г. Мартынюк.)

Бродяга признаётся во лжи и, назвавшись теперь Петром Федотовым, рассказывает новую версию своей биографии. Она гораздо правдоподобнее первой и подтверждается результатами разосланных запросов. Сроки проведения следствия уже заканчиваются, но дотошный Знаменский замечает в показаниях и поведении подследственного несколько настораживающих противоречий и добивается продления следствия. Следователь проводит дополнительную проверку — устраивает «бродяге» свидание с ослепшей матерью подлинного Петра Федотова. «Бродяга» не узнаёт в женщине свою мать.
Знаменский предполагает, что «бомж» — крупная фигура, намного опаснее простого бродяги или уголовника, маскирующегося под бродягу. Слишком продуманной выглядит тактика «бомжа» — тянуть время, держать следователя в цейтноте, оказывать на него точно дозированное психологическое давление. Пал Палыч начинает с помощью Томина и Кибрит скрупулёзно собирать объективные сведения об этом человеке. Знаменский даже поступается принципами и обращается за информацией к другому своему подследственному, мошеннику Ковальскому по кличке «Хирург», который сидит с бродягой в одной камере. Ковальский и сам заинтригован личностью сокамерника: бродяга очень сообразителен, скрытен и изворотлив, имеет сильный характер, обучен рукопашному бою, в тюрьме много и очень быстро читает. В общем, он никак не похож на опустившегося бродягу-алкоголика.
Знаменский обеспокоен судьбой настоящего Федотова и отправляет Томина на его поиски. Томин находит Федотова, у которого обнаружена внезапная и полная потеря памяти, в одной из психиатрических клиник. Возможной причиной амнезии врачи называют отравление неизвестным веществом. Оказалось, что последним, с кем общался настоящий Федотов перед тем, как начать неадекватно себя вести, был тот самый «бродяга» в привокзальной пивной.
Подследственный излагает уже третью свою биографию. Теперь он проворовавшийся кассир Марк Лепко с Западной Украины. Но Марк Лепко в детстве перенёс аппендэктомию, а на теле у бродяги нет шрама от операции. Исследования Зиночки довершают картину: состояние организма подследственного не соответствует беспорядочному образу жизни и постоянному пьянству; развитие мускулатуры говорит о целенаправленных тренировках, пломбы на зубах изготовлены с применением зарубежных материалов, а исследование почерка показывает, что бродяге привычнее латиница, чем русские буквы. Круг его тюремного чтения подозрительно узок — он прочитал все книги о советской Средней Азии, какие нашлись в библиотеке Бутырок. Подозрения Знаменского подтверждаются: перед Знатоками — иностранный разведчик. Попасть под суд, отбыть небольшой срок и затем получить подлинные документы — это способ легализоваться и осесть в СССР. Последний допрос «бродяги» Знатоки проводят уже вместе со следователем КГБ.
В деле № 4 («Повинную голову…») выздоровевший Пётр Федотов и его мать приходят к Знаменскому, чтобы поблагодарить его.
В свою очередь мошенник Ковальский (Григорий Лямпе) появляется в сериале ещё дважды. В деле № 8 («Побег») Ковальский отбывает срок в колонии, и Томин обращается к нему за помощью в поиске беглеца. В деле № 14 («Подпасок с огурцом») Ковальский «завязал» с преступной деятельностью и работает продавцом.

## Роли и исполнители
- Георгий Мартынюк — Павел Павлович Знаменский, майор милиции, следователь
- Леонид Каневский — Александр Николаевич Томин, инспектор уголовного розыска
- Эльза Леждей — Зинаида Яновна Кибрит, эксперт-криминалист
- Вячеслав Бровкин (режиссёр фильма) — «бродяга»
- Григорий Лямпе — Ковальский, мошенник по кличке «Хирург»
- Леонид Платонов — настоящий Пётр Федотов
- Мария Андрианова — Варвара Дмитриевна, мать настоящего Федотова
- Игорь Кашинцев — врач в психиатрической клинике
- Вячеслав Кутаков — полковник Комитета госбезопасности
- Кирилл Глазунов — конвоир
- Валентина Маркова — дежурная в тюрьме (в титрах — В. Мартынюк)
- Нелли Лазарева — секретарша (нет в титрах)

## Отзывы
«Премьера первых двух фильмов состоялись в начале 1971 года: 14 февраля было показано «Дело №1» под названием «Чёрный маклер» (о реальном преступнике, орудовавшем в 50-е годы), 18 апреля «Дело №2» – «Ваше подлинное имя?» (про иностранного шпиона, ловко выдававшего себя за бомжа, потерявшего память). Оба фильма вызвали бурю восторга со стороны зрителей. На телевидение посыпались горы писем с требованиями продолжить съёмки».